# Kopaldenkmal

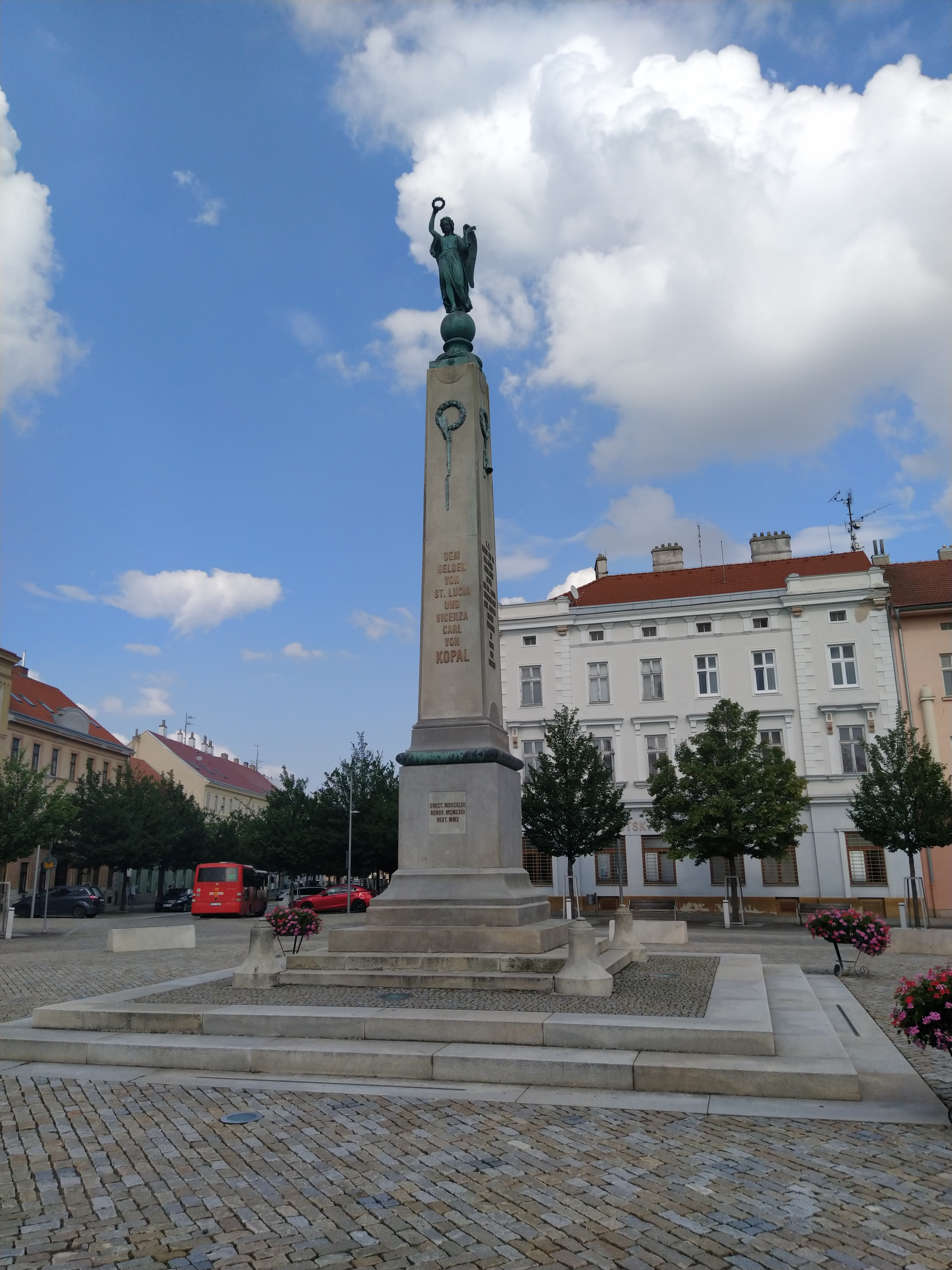
Kopaldenkmal in Znaim

Das Kopaldenkmal in Znojmo (deutsch Znaim) wurde zur Erinnerung an Karl von Kopal errichtet.

## Geschichte

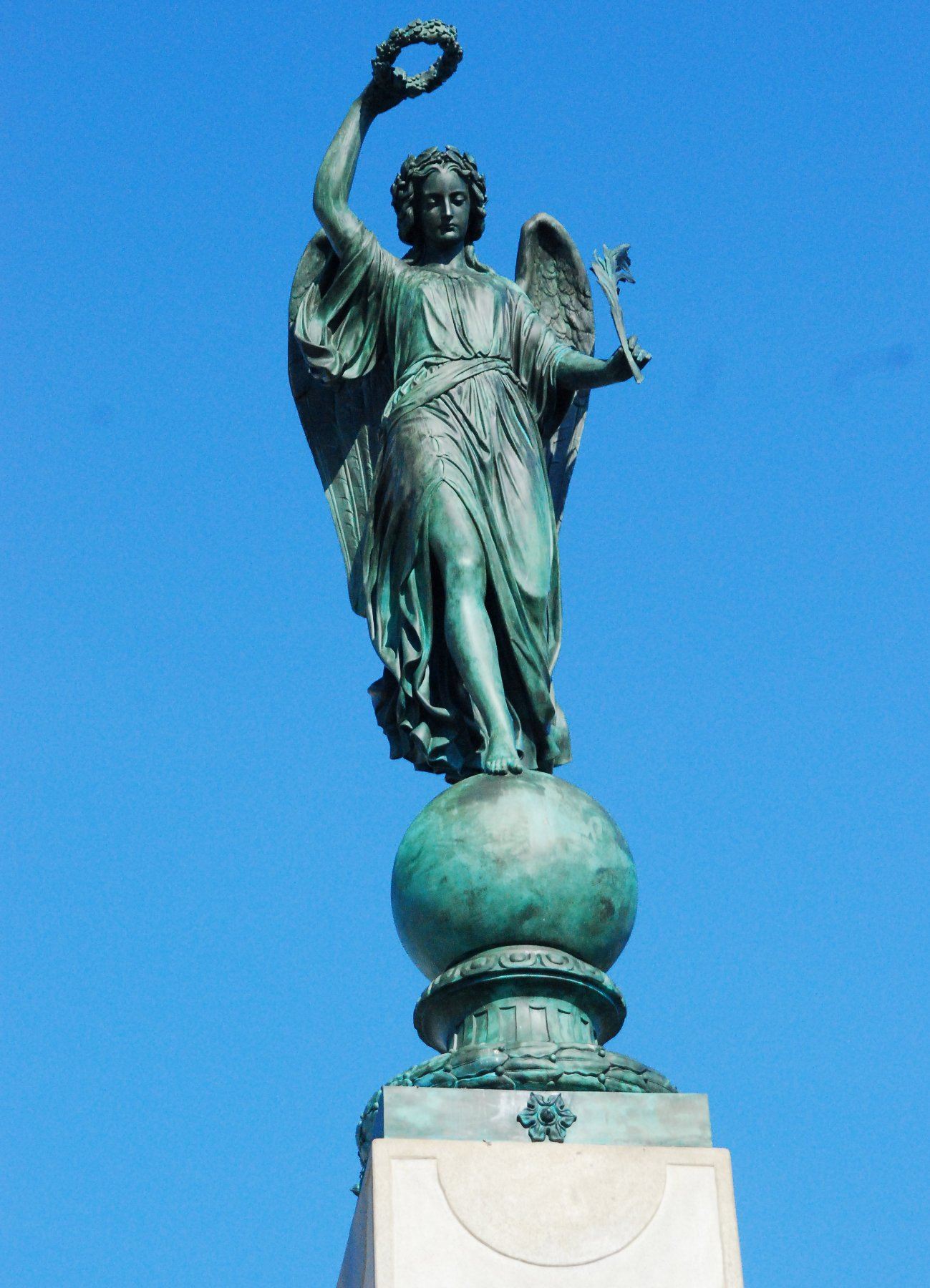
Die Siegesgöttin auf dem Obelisken

Die ersten Pläne zur Errichtung eines Denkmals für Karl von Kopal bestanden schon um 1850 und wurden von einem eigens gegründeten Komitee getragen. Errichtet werden sollte dieses Denkmal zunächst in Schidrowitz (Ctidružice), dem Geburtsort von Kopal. Auf Wunsch zahlreicher Bürger von Znaim wurde der Aufstellungsort schließlich in das belebtere Znaim verlegt.
Die Stadt Znaim bot auf Anfrage des Komitees einen Platz vor dem so genannten Kaisertor als Aufstellungsort an und war auch bereit, diesen Platz auf eigene Kosten entsprechend zu adaptieren.
Am 18. Februar 1852 bat Matthäus Elsinger als Vorsitzender des Komitees erstmals und am 3. November des gleichen Jahres nochmals Kaiser Franz Joseph I. um die Überlassung des für den Guss der Figur und einiger Embleme notwendige Kanonenmetall, was einige Tage später auch genehmigt wurde.
Entworfen wurde das Kopaldenkmal von Paul Wilhelm Eduard Sprenger. Die auf einer Metallkugel stehende Siegesgöttin Nike auf der Spitze des 2 Klafter 1 Schuh 2 Zoll (ungefähr 4,2 Meter) hohen Denkmals in Form eines schlanken Granitobelisken aus dem Steinbruch in Studein wurde von Anton Dominik von Fernkorn gestaltet und von der fürstlich Salmschen Eisengießerei aus dem Metall erbeuteter piemontesischer Kanonen gegossen.
Die Enthüllung des Kopaldenkmals war am 16. Oktober 1853.
Nach der tschechoslowakischen Staatsgründung (1918) wurde der Kopalplatz in Komenský-Platz (Komenského náměstí) umbenannt. Am Kopaldenkmal selbst wurden alle Inschriften entfernt, da sie Huldigungen an die Monarchie waren.
2010 wurden im Zuge der Neugestaltung des Platzes und der Restaurierung des Denkmals die alten Verzierungen aus Jägerausrüstungsgegenständen (Stutzen mit Bajonett, Signalhorn, Jägerhut und Tornister) des Obelisken wieder angebracht und die ehemaligen deutschen Inschriften in schmalen Metallleisten in tschechischer Übersetzung im Boden eingelassen. 2021 wurden die deutschen Inschriften auf dem Denkmal selbst wiederhergestellt.

## Kopal-Invalidenstiftung
Der Rest des für die Finanzierung des Kopaldenkmals gesammelten Geldes wurde für die Finanzierung der Kopal-Invalidenstiftung verwendet. Nutznießer dieser Stiftung sollten drei Invaliden des X. Jäger-Bataillons sein.
Ein Stiftungsplatz wurde mit jährlich 120 Gulden, ein weiterer mit jährlich 60 Gulden und ein dritter mit jährlich 30 Gulden dotiert. Der erstgenannte Stiftling erhielt darüber hinaus von der Stadt Znaim jährlich weitere 20 Gulden sowie zwei Klafter weiches Prügelholz. Als Gegenleistung musste dieser Invalide allerdings nach Znaim übersiedeln und die Anlage des Kopaldenkmals bewachen und den Kopalplatz  sauber halten.